# Detroit Rock City (singolo)
Detroit Rock City è un brano musicale del gruppo hard rock statunitense Kiss, pubblicata nel 1976 come prima traccia dell'album Destroyer.

## Il brano
La canzone è stata composta dal chitarrista Paul Stanley in collaborazione con il produttore Bob Ezrin. È stata estratta come singolo nel luglio del 1976, insieme alla power ballad Beth, pubblicata come lato B. Il singolo, inizialmente ebbe uno scarso successo commerciale tanto da non riuscire ad entrare in classifica in diversi Paesi (solamente in Germania il singolo raggiungerà la quattordicesima posizione). Tuttavia il singolo riscosse molto successo grazie a Beth (settimo posto e record di permanenza per un singolo dei Kiss nella classifica statunitense) tanto da indurre la casa discografica a pubblicare un singolo con i lati invertiti (Detroit Rock City come lato B e Beth come lato A).
Nonostante abbia quindi riscosso all'inizio uno scarso successo Detroit Rock City è a tutt'oggi uno dei brani più noti del gruppo, tanto da essere stato inserito al sesto posto nella classifica dei 40 migliori brani heavy metal secondo l'emittente VH1.
Di questo brano esistono due versioni: la prima è stata proposta, con un testo leggermente diverso, durante il Love Gun Tour e l'Alive II Tour, la seconda è invece presente nella compilation Double Platinum. Quest'ultima versione ha alcune parti tagliate rispetto a quella originale, tra cui l'introduzione.

## Cover
- Rich Kids on LSD - "Berlin Rock City" - "Greatest Hits, Live in Berlin" 1988
- Halloween - "No One Gets Out" 1991
- Soundgarden  – "Sub Pop Rock City" – Sub Pop 200
- The Mighty Mighty Bosstones  – Kiss My Ass
- Hayseed Dixie  – Let There Be Rockgrass
- Alien Fashion Show –  "Detroit Swing City"  (single, 1998)
- Metallica, Kid Rock, Sevendust and Ted Nugent (collaborazione del vivo estratta da New Years' Eve, concerto del 1999 al Pontiac Silverdome
- HammerFall  – Crimson Thunder (bonus track)
- Radio Cult – "Grooves from the Grave" (2008)
- GO!GO!7188  – "Kazari Janai no yo Namida wa" (originally by Akina Nakamori) - Tora no Ana 2
- Bullet LaVolta  – Gimme Danger / Hard to Believe: Kiss Covers Compilation
- Dee Snider  – Spin The Bottle
- Racer X  – Extreme Volume II Live
- Green Day  – "Live in Detroit" July 14, 2009
- Solifuge  – "Kissed By Kiss" 2014 (CD che comprende 22 cover di brani dei Kiss suonate da band italiane, allegato al libro omonimo, enciclopedia kissiana dedicata alle collaborazioni che i singoli membri dei Kiss hanno effettuato con altri artisti)

## Tracce
- Lato A - Detroit Rock City
- Lato B - Beth

## Formazione
- Gene Simmons - basso, voce
- Paul Stanley - chitarra ritmica e solista, voce
- Peter Criss - batteria
- Ace Frehley - chitarra solista